# Pascal Bieler
Pascal Bieler (Berlijn, 26 februari 1986) is een Duitse voetballer (verdediger) die sinds 2013 voor de Duitse club Würzburger Kickers uitkomt. Eerder speelde hij onder andere voor Hertha Berlijn en 1. FC Nürnberg.